# يان جيلارد
يان جيلارد هو سياسي فرنسي، ولد في 9 أكتوبر 1936 في باريس في فرنسا. نشط حزبياً في الاتحاد من أجل حركة شعبية. وقد انتخب عضو مجلس الشيوخ الفرنسي ‏ وانتخب المستشار الإقليمي لشامبان أردان ‏ وانتخب عمدة إسوا ‏ (1977 – 18 مارس 2001).